# Станков Олександр Павлович
Олександр Павлович Станков (нар. 26 жовтня 1938) — український учений, гірничий інженер. Був мером Інгульця (Дніпропетровська обл.), депутатом Дніпропетровської обласної ради, генеральним директором ВАТ «Інгулецький гірничо-збагачувальний комбінат», віцепрезидентом Академії гірничих наук України.
Відмінник освіти України, почесний громадянин Криворізького району. Нагрудний знак «За заслуги перед містом» (Кривий Ріг) III, II, I ступенів.
Був членом Всеукраїнського об'єднання «Громада».